# Plath (Unternehmen)
Plath, Eigenschreibweise PLATH, ist ein international tätiges deutsches Unternehmen mit Sitz in Hamburg, das sich auf datenbasierte Krisenfrüherkennung spezialisiert hat. Zur Plath-Gruppe gehören heute weltweit zwölf Unternehmen mit fünf Geschäftsbereichen. Plath wurde 1954 vom Ingenieur Maximilian Wächtler unter dem Namen C. Plath GmbH in Hamburg gegründet. Wächtler war vorher Abteilungsleiter der Abteilung für Funknavigationsgeräten bei der C. Plath KG, einem Unternehmen, dessen Geschichte bis in die erste Hälfte des 19. Jahrhunderts zurückreicht.

## Konzernstruktur
In der Plath-Gruppe gibt es weltweit mehrere Unternehmen, davon einige in Deutschland, die auf fünf Geschäftsbereiche aufgeteilt sind. Die Plath GmbH & Co. KG und die Plath Signal Products GmbH & Co. KG wurden am 1. April 2021 aus der Plath Corporation GmbH ausgegliedert.
- Plath Corporation GmbH
- Plath GmbH & Co. KG
- Plath Signal Products GmbH & Co. KG
- Innosystec GmbH
- Plath AG
- Plath Singapore Pte Ltd
- Plath EFT GmbH
- testwerk GmbH
- Procitec GmbH
- Plath Ltd
- BitRecords GmbH

## Geschäftsbereiche
Die Plath-Gruppe ist ein Anbieter von integrierten Systemen zur datenbasierten Krisenfrüherkennung. Unter anderem entwickelt das Unternehmen Systeme zur Kommunikationsaufklärung für taktische (COMMS ESM) sowie taktische und strategische Anwendungen (COMINT) von der Sensorik bis hin zur Analyse und Auswertung von Massendaten.
Die fünf Geschäftsbereiche der Plath-Gruppe sind wie folgt aufgegliedert:
Systems & Integration
Systems & Integration ist der Systemintegrator innerhalb der Plath-Gruppe. Neben der klassischen Systemintegration bietet Systems & Integration auch Konzeption und übernimmt die Betreuung während der Inbetriebnahme und Betriebsphase.
Sensors
Der Geschäftsbereich Sensors entwickelt und produziert Sensortechnologie für die Signalerfassung wie Antennen, Funkpeiler und Funkempfänger.
Signal Analysis & Signal Monitoring
Die Signalanalyse und das Signalmonitoring werden von der Tochtergesellschaft Procitec GmbH entwickelt. Die Softwaretechnologie des Unternehmens ermöglicht die Überwachung, Verarbeitung und Analyse von HF- und V/UHF-Signalen in taktischen und strategischen Einsatzszenarien.
Radio Reconnaissance Software
Dieser Geschäftsbereich bietet Software für die automatisierte sowie manuelle Funkaufklärung (ICAS) und Software für strategische Einsatzszenarien (COCKPIT) an, um mehrere Systeme auf einer Plattform zusammenzuführen.
Joint Intelligence Analytics
Die INNOSYSTEC GmbH entwickelt im Geschäftsbereich Joint Intelligence Analytics die Software SCOPE, die eine Analyse großer Datenmengen und Erfassung, Analyse und Korrelation von Informationen aus unterschiedlichen Datenquellen auf einer Plattform ermöglicht.

## Geschichte

### Unternehmensgeschichte

#### Vorgeschichte
Im Jahr 1837 gründete David Filby, ein Instrumentenmacher aus Husum, in Hamburg ein Handelshaus für nautische Instrumente und Karten, das im Jahr 1862 von dem Hamburger Carl Christian Plath übernommen wurde. Im selben Jahr verkaufte Plath an Johann Christian Dennert eine Werkstatt für geodätische und mathematische Instrumente, mit der die Firmengründung der Dennert & Pape Aristo-Werke begann. Es folgten weitere Umfirmierungen und Beteiligungen, wie etwa an Cassens & Bennecke, die ab 1909 unter dem Namen Cassens & Plath in Bremerhaven Navigationsgeräte vertrieben, oder Weems und Plath in Annapolis, USA, bis dann 1937 die C. Plath KG gegründet wurde.

#### C. Plath KG nach dem Zweiten Weltkrieg
1950 richtete die C. Plath KG in ihrem sogenannten Kompasshaus, das über Jahrzehnte zum Bild des Hamburger Hafens gehörte, eine Abteilung zur Entwicklung von Geräten zur Funknavigation ein. Die Leitung dieser Abteilung übernahm Maximilian Wächtler, der als Pionier auf dem Gebiet der Funkortung und Funk- bzw. Fernmeldeaufklärung gilt. Geschäftsführer des Unternehmens war Johannes Boysen. Die ersten Produkte nach dem Zweiten Weltkrieg waren ein Goniometerpeilvorsatz und ein Funkpeilgerät mit Kathodenstrahlröhrenbildschirm zur grafischen Anzeige. Plath spezialisierte sich fortan auf die Herstellung von Geräten zur Funkpeilung, die für die Funkortung und Funküberwachung eingesetzt wurden. Maßgeblich trug dazu bei, dass auf Handelsschiffen Funkpeilgeräte ab den 1950er-Jahren vorgeschrieben waren und die Nachfrage entsprechend groß war. Anwendungsgebiete für Plath-Geräte waren neben der Handelsschifffahrt auch die Flugsicherung sowie die zivile Fernmeldeverwaltung; verwendet wurden die Anlagen aber auch für nachrichtendienstliche und militärische Zwecke.
Das erste Plath-Gerät, das nicht für den Betrieb mit einem anderen Gerät konstruiert war und so unabhängig von anderen Geräten betrieben werden konnte, war das Goniometer GPE 52 für die Positionsbestimmung auf See. Es wurde bis in die 1970er-Jahre hinein vertrieben. Der Beitritt der Bundesrepublik Deutschland zur NATO und die positiven Veränderungen des wirtschaftlichen Klimas ermöglichten Wächtler, seine innovativen Produkte trotz unzureichendem Budget und schwierigen Rahmenbedingungen bei Plath zu entwickeln, was Grundstein für den späteren Erfolg seines eigenen Unternehmens werden sollte.

#### Gründung der C. Plath GmbH
Maximilian Wächtler, der nicht bei Plath angestellt war, sondern am Jahresumsatz beteiligt wurde, gründete im April 1954 rückwirkend zum 1. Januar 1954 mit finanzieller Hilfe von der C. Plath KG und der Atlas Elektronik die C. Plath GmbH. Sie entstand aus der von ihm geleiteten Abteilung der C. Plath KG unter Einbeziehung von Teilen der 1911 in Kiel gegründeten Signalgesellschaft. Anteilseigner von Wächtlers Firma C. Plath GmbH wurden er selbst mit 10 %, Atlas Elektronik mit 45 % (später von Fried. Krupp GmbH übernommen) und die C. Plath KG mit 45 %. Beheimatet war das Unternehmen am Stubbenhuk 25 in Hamburg. Wächtler nahm im neuen Unternehmen eine Beraterrolle ein, die er fünf Jahre lang behielt. Die ersten Geschäftsführer waren Joachim Pietzner und Fritz Dietz. Anfangs hatte das Unternehmen 14 Mitarbeiter. Die C. Plath KG wurde 1962 von Litton Industries übernommen. Das Unternehmen firmiert heute als Northrop Grumman LITEF.

#### Etablierung am Markt
Die C. Plath GmbH spezialisierte sich früh darauf, Forschung und Entwicklung mit der Fertigung von Spezialgeräten und kleinen Serien zu vereinen. Größere Stückzahlen wurden bei Atlas Elektronik in Bremen hergestellt. So konnte Plath gleichzeitig qualitativ hochwertige Produkte herstellen und rasch neue entwickeln. Das junge Unternehmen investierte mindestens 12 % seines Gewinnes in die Forschung. Bereits früh stieg das Unternehmen in die Entwicklung von UKW-Technik für die Luftfahrt ein. Erster großer Kunde wurde die Deutsche Bundespost.
Bereits 1956 war das Unternehmen so stark gewachsen, dass das Gelände am Stubbenhuk 25 zu klein wurde. Daher wurden neue Räumlichkeiten am Hopfenmarkt 33 bezogen, womit Plath direkt an das Wasserwegenetz der Stadt Hamburg angeschlossen war. 1958 brachte das Unternehmen den Sichtfunkpeiler SFP500 auf den Markt, der in den kommenden Jahren zur Standardausrüstung fast jedes Handelsschiffes werden sollte. Die wirtschaftliche Situation des Unternehmens war daher so gut, dass es die Sturmflut 1962 aus finanzieller Sicht unbeschadet überstand.

#### Seit den 1980er-Jahren
1980 gehörte 51 % des Plath-Gesellschaftskapitals der Fried. Krupp GmbH, die es 1983 zurück auf die Tochter Atlas Elektrotechnik übertrug. 1991 übernahm die Bremer Vulkan die Atlas Elektrotechnik und damit auch die Mehrheitsanteile an Plath. Die Handelsgesellschaft Scharfe kaufte zum 1. Januar 1991 diese Anteile von der Bremer Vulkan. Der zweite Großteil am Gesellschaftskapital (45 %) gehörte der zu Litton gehörenden Firma C. Plath KG (heute Litef GmbH). Der verbleibende Anteil von 4 % gehörte der Familie Wächtler.
Auf dem Bereich der Funkpeilung galt Plath Ende der 1980er-Jahre als globaler Marktführer. So urteilte die Frankfurter Allgemeine Zeitung im September 1987, dass selbst Hersteller aus den USA den Produkten von Plath „nichts Vergleichbares entgegenzusetzen“ hätten. Am 22. November 1988 verstarb der Firmengründer Maximilian Wächtler. Bis 1994 meldete das Unternehmen über 300 Patente an.
Nach Ende des Kalten Krieges änderten sich die Voraussetzungen für das Geschäft von Plath. Das Unternehmen arbeitete zunehmend an ausgefeilterer digitaler Funktechnik, was sich auch im Personal widerspiegelte. So beschäftigte Plath 2007 in seiner Entwicklungsabteilung hauptsächlich Software-Entwickler. Kernpunkt ist dabei unter anderem die Automatisierung in der Funkaufklärung. Zu den Kunden gehören überwiegend öffentliche Auftraggeber, aber auch militärische Kunden und Nachrichtendienste aus NATO-Staaten.

### Historische Produkte
Nach dem Zweiten Weltkrieg entwickelte Plath zunächst Drehrahmenpeiler und Kreuzrahmen-Goniometer-Peiler. In den 1950er-Jahren folgten UKW-Peiler und UKW-Peilvorsätze. Mit diesen Produkten nahm Plath rasch eine marktbeherrschende Stellung ein. Anfang der 1960er-Jahre hatte Plath elektronisch arbeitende Koppelgeräte zur Positionsbestimmung in der Schifffahrt im Programm. Darüber hinaus entwickelte das Unternehmen Sichtfunkpeilgeräte, Goniometer-Peilempfänger, Drehrahmen-Peilvorsätze, Trommelsextanten, Schwimm- und Kugelkompasse sowie Magnetfernkompassanlagen und Kreiselkompasse. In den 1980er-Jahren war der automatische Sichtfunkpeiler Plath SFP 7000 Fidus sowohl in der Schifffahrt als Navigationsmittel, als auch in der Seenotrettung in ortsfesten Funkpeilstationen im Einsatz. Das Gerät ist ein Dreikanalempfänger mit zweifacher Frequenzumsetzung. Im militärischen Bereich entwickelte Plath neben Navigationspeilanlagen auch Geräte und Antennen für die elektronische Kampfführung (EloKa). In den 1990er-Jahren waren dies insbesondere Sichtfunkpeiler.

## Kennzahlen
1954 begann Plath sein Geschäft mit 14 Mitarbeitern. Das Unternehmen hatte 1981 insgesamt 145 Beschäftigte; die Zahl sank bis 1995 auf 115. Im Jahr 1994 erwirtschaftete das Unternehmen einen Umsatz in Höhe von 31 Millionen DM. 2007 war die Mitarbeiterzahl wieder auf 160 gestiegen; 2020 hatte die Plath Corporation GmbH 404 Mitarbeiter. Im selben Jahr erzielte das Unternehmen einen Umsatz in Höhe von 110 Millionen Euro.